# Photedes dulcis
Photedes dulcis är en fjärilsart som beskrevs av Charles Oberthür 1918. Photedes dulcis ingår i släktet Photedes och familjen nattflyn. Inga underarter finns listade i Catalogue of Life.